# Leptostylus jolyi
Leptostylus jolyi là một loài bọ cánh cứng trong họ Cerambycidae.